# Лошадиная антилопа
Лошадиная антилопа, или чалая лошадиная антилопа (лат. Hippotragus equinus) — африканская антилопа подсемейства саблерогих антилоп. С весом до 300 кг и высотой в плечах 1,6 м она является второй по величине антилопой в мире после обыкновенной канны.

## Внешний вид
У лошадиной антилопы серо-коричневая шерсть с красноватым отливом и чёрно-белой «маской». Уши длинные, тонкие и снабжённые пучками волос на кончиках. От задней части головы до спины тянется грива. Оба пола носят сильно закрученные и описывающие выгнутый назад полукруг рога.

## Распространение

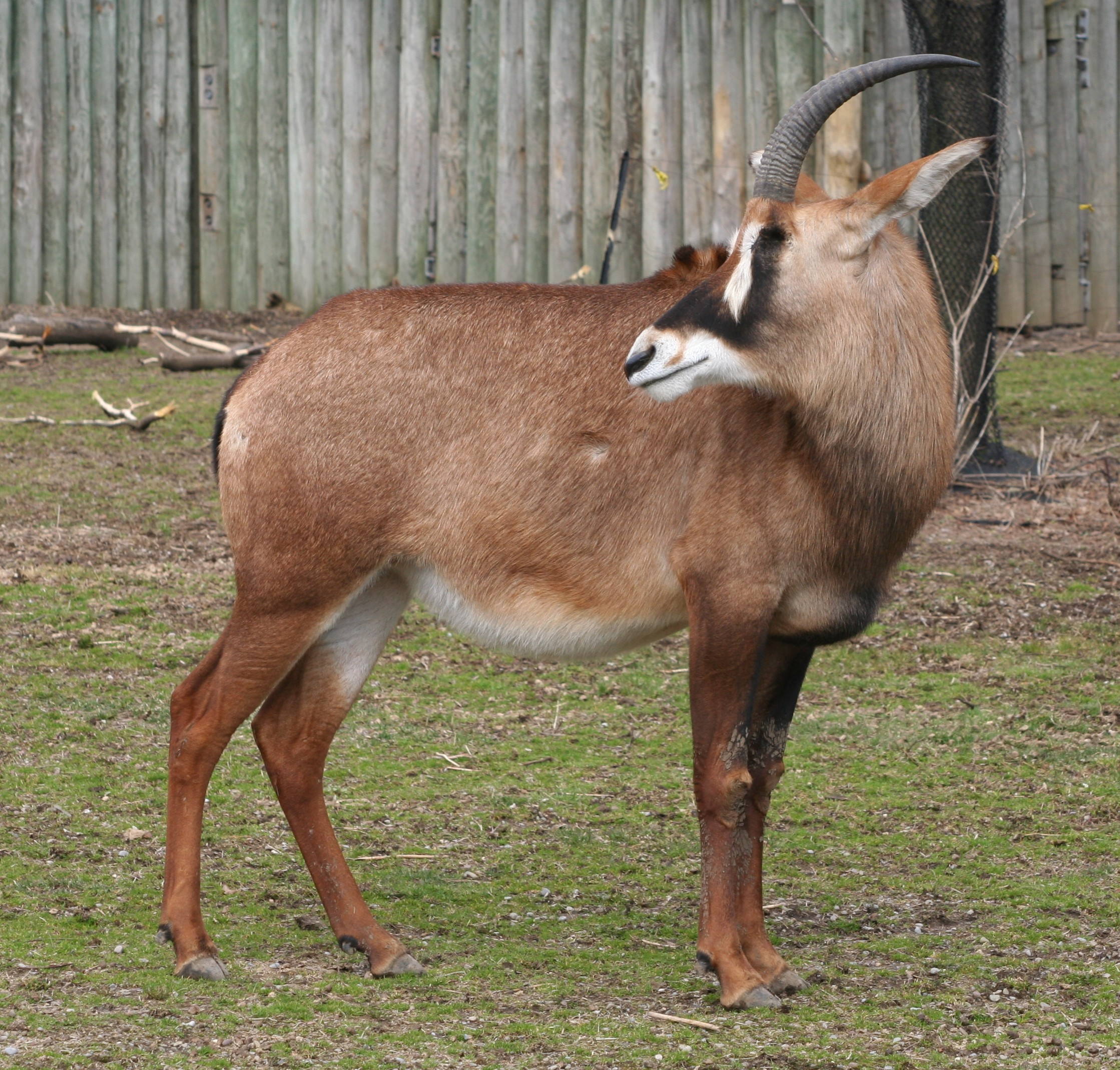
Лошадиная антилопа в зоопарке Буффало

Предпочитаемой сферой обитания лошадиных антилоп являются открытые саванны, поросшую местами деревьями, однако местности со слишком короткой травой, в которых трудно прятаться от хищников, эти животные избегают. Лошадиные антилопы встречаются в Западной, Восточной и Южной Африке. Иногда поднимается на высоту до 2000 м над уровнем моря.

## Поведение
Группы лошадиных антилоп состоят из 5—12 особей и возглавляются самцом. Однако, помимо него есть и ведущая особь женского пола, задачей которой является поиск пастбищ и мест для отдыха. Молодые самцы образуют отдельные холостяцкие группы. В случае опасности лошадиные антилопы могут развивать скорость до 70 км/ч.

## Питание
Лошадиные антилопы питаются исключительно травянистой растительностью и не трогают листьев и побегов кустарников. Иногда едят водоросли.

## Размножение
У лошадиных антилоп за сезон рождается по одному детёнышу, который около двух недель после рождения прячется от хищников в густых зарослях.